# ريزارد أوستروفسكي
ريزارد أوستروفسكي (بالبولندية: Ryszard Ostrowski) هو منافس ألعاب قوى بولندي، ولد في 6 فبراير 1961 في بوزنان في بولندا.

## وصلات خارجية
- ريزارد أوستروفسكي على موقع الاتحاد الدولي لألعاب القوى (الإنجليزية)
- ريزارد أوستروفسكي على موقع أوليمبيديا (الإنجليزية)
- ريزارد أوستروفسكي على موقع اللجنة الأولمبية البولندية (مؤرشف) (البولندية)